# 短身盾牌蟹
短身盾牌蟹（学名：Percnon abbreviatum）为方蟹科盾牌蟹属的动物。分布于夏威夷群岛、克利帕顿岛、圣诞岛及可可群岛以及中国大陆的西沙群岛等地，生活环境为海水，多栖息于潮间带的珊瑚礁里。